# Pantai Sederhana
Pantai Sederhana is een bestuurslaag in het regentschap Bekasi van de provincie West-Java, Indonesië. Pantai Sederhana telt 3203 inwoners (volkstelling 2010).